# Forza anfibia italo-spagnola
La Forza anfibia italo-spagnola (SIAF, Spanish Italian Amphibious Force, in spagnolo Fuerza Anfibia Hispano-Italiana) è una forza da sbarco congiunta delle Marine militari di Italia e Spagna.
Vi è integrata la SILF (Spanish Italian Landing Force), un'unità militare anfibia italo-spagnola.
Dal 2007 la SILF è uno dei gruppi di combattimento istituiti in base alla Politica di sicurezza e di difesa comune dell'Unione europea.

## Storia
Il 23 novembre 1998 viene costituita la Forza anfibia italo-spagnola (SIAF) tra Marina Militare  e Armada Española, affiancata dalla forza da sbarco congiunta italo-spagnola, la SILF, fanteria di marina destinata ad operare nei teatri di combattimento internazionali per conto della NATO.
La componente navale è responsabile dell’imbarco e della protezione della forza imbarcata, del trasferimento verso l’Amphibious Objective Area (AOA), nonché dello sbarco della forza e del supporto al combattimento e logistico, dell’operazione anfibia a terra.
La SILF viene strutturata in forma di Brigata anfibia, composta da truppe anfibie fornite dal Tercio de Armada (per la parte spagnola) e dal COMFORSBARC (per la parte italiana)
.
Si tratta del terzo polo anfibio NATO che si pone al fianco del Gruppo anfibio statunitense e della Forza anfibia anglo–olandese.
Dal 2007 a più riprese la SILF è stata il gruppo tattico dell'UE.

## Organizzazione

### Comandante
Il comando è a rotazione ogni due anni tra i due paesi.
Le unità italiane dal settembre 2021 sono comandate dal contrammiraglio Valentino Rinaldi, mentre le truppe da sbarco dal 2020 sono al comando del contrammiraglio Luca Anconelli.

### Unità SIAF
La SIAF dispone delle seguenti portaerei e navi da sbarco:
- portaerei
  - Cavour (C 550)
- portaeromobili
  - Juan Carlos I (L-61)
  - Giuseppe Garibaldi (C 551)
- navi d'assalto anfibie
  - Galicia (L-51)
  - Castilla (L-52)
  - San Giorgio (L 9892)
  - San Marco (L 9893)
  - San Giusto (L 9894)

### Unità SILF
Affianca la SIAF la Forza da Sbarco Italo-Spagnola (Fuerza de Desembarco Hispano-Italiana), SILF, composta da reparti di fanteria di marina.
Il nucleo della SILF è oggi formato da:
- Brigada de Infantería de Marina dell'Armada Española
- Brigata marina "San Marco" della Marina Militare.[6]